# Герцог Франко

Герб герцогини де Франко

Герцог де Франко (исп. Duque de Franco) — испанский дворянский титул. Он был создан королем Хуаном Карлосом I 26 ноября 1975 года для Марии дель Кармен Франко и Поло (1926—2017), единственной дочери испанского диктатора Франсиско Франко (1892—1975) и его супруги, Кармен Поло (1900—1988). Вместе с титулом герцогини она получила титул грандессы и новый герб. Герб Кармен Франко похож на герб семьи Андраде из Галисии, потомком которой по женской линии был сам Франсиско Франко.
В 1950 году Кармен Франко и Поло вышла замуж за Кристобаля Мартинеса-Бордью, 10-го маркиза де Вильяверде (1922—1998), от брака с которым у неё было четыре дочери и три сына.

## Список герцогов Франко
- 1975—2017: Кармен Франко и Поло, 1-я герцогиня Франко, вдовствующая маркиза де Вильяверде (14 февраля 1926 — 29 декабря 2017)
  - 2017 — настоящее время: Мария дель Кармен Мартинес-Бордью и Франко (род. 26 февраля 1951), старшая дочь предыдущей и Кристобаля Мартинеса Бордью, 10-го маркиза де Вильяверде. Была трижды замужем. Её первым мужем в 1972—1982 годах был Альфонсо де Бурбон, герцог Анжуйский и Кадисский (1936—1989). От первого мужа у Марии дель Кармен было два сына: Франсиско де Асис де Бурбон, герцог Бурбонский (1972—1984), и Луис Альфонсо, герцог Анжуйский (род. 1974). В 1984 году Кармен вторично вышла замуж за француза итальянского происхождения Жан-Мари Росси (род. 1930). В браке у неё родилась дочь, Мария Синтия Франсиска Матильда Росси (род. 1985). В 1995 году супруги развелись. В 2006 году она в третий раз вышла замуж за испанца Хосе Кампоса Гарсию (род. 1964). В феврале 2013 года супруги расстались.